# 紫金山
紫金山（しきんさん）は、中華人民共和国江蘇省南京市玄武区に位置する標高448メートルの山。旧名は鍾山、蔣山（しょうざん）。
中華人民共和国国家級風景名勝区（1982年認定）、中国の5A級観光地（2007年認定）。中山陵、明孝陵、霊谷寺、美齢宮、航空烈士公墓などの観光地が位置する。紫金山には全長2350メートルの観光リフトが設置され、リフトからは明孝陵、中山陵、霊谷寺を見ることができる。徒歩で山頂に向かう場合は紫金山東西の麓を起点とする山道を利用する。山頂は山頂公園として整備されており、山頂からは南京市内が一望できる。
なお、麓の駅と山頂駅との間にある紫金山天文台駅からは、多くの彗星や小惑星を発見したことで有名な紫金山天文台に向かうことができる。この天文台が発見した小惑星(3494) Purple Mountainは紫金山にちなんで命名された。また、紫金山・アトラス彗星が2024年に発見された。